# Charlie Tyra
Charles E. Tyra, detto Charlie (Louisville, 16 agosto 1935 – Louisville, 29 dicembre 2006), è stato un cestista statunitense, professionista nella NBA.

## Carriera
Venne selezionato dai Detroit Pistons al primo giro del Draft NBA 1957 (2ª scelta assoluta).

## Palmarès
- Campione NIT (1956)
- MVP NIT (1956)
- NCAA AP All-America Second Team (1957)